# Lámkerék
Lámkerék (románul Lancrăm, németül Langendorf, szászul Lankenderf) falu Romániában, Erdélyben, Fehér megyében, Szászsebestől északra, a Sebes folyó bal partján.

## Nevének eredete
Neve a német nyelvjárási Lânkräck ('hosszú hát') helynévből származik. Régi román neve Lancrăng volt, ebből való a Lăncrănjan és a Lăncrăjan családnév. Történeti névalakjai: Lanchrukindorf (1309), Lancruk (1330), Langkerék (1402), Lanckendorf (1488), Lengyelkerék (1600), Lámkerék (1644).

## Története
Eredetileg szász telepítésű falu volt Szászsebesszékben. 1309-ben már plébániatemploma volt, amely a mai felszegen, a Maier nevű helyen állt. 1438-ban a törökök pusztították. A 15. század második felében menekült katolikus délszlávok települtek be. Nagy részük továbbtelepült Bongárdra és Oroszcsűrbe, más részük a 18. századra elrománosodott. A reformáció során a szász lakosság lutheránussá vált. 1558 és 1562 között a Havasalföldről száműzött Száva, akit előbb Izabella, majd János Zsigmond nevezett ki az erdélyi románok püspökévé, ortodox kolostort és udvarházat alapított benne. Miután Száva Havasalföldre távozott, 1570-ben ezeket Tordasi Pál román református püspök foglalta el. 1637-ben I. Rákóczi György a gyulafehérvári kollégium és a fejedelmi nyomda számára papírmalmot alapított a helységben, amely Havasalföldre is szállított. A malom 1650-ben megszűnt. 1658-ban a törökök ismét feldúlták. Bár 1765-ben már csak az evangélikus pap és családja voltak szászok a faluban, evangélikus egyházközsége mégis csak 1865-ben szűnt meg. A 19. században az üvegikonfestés egyik jelentős központja alakult ki itt. A legkorábbról keltezett, fennmaradt lámkeréki üvegikont 1787-ben Ioniță Zugravu készítette. A 19. század első felében a település a Sebes áradásai miatt nyugatabbra települt. Ezzel a korábbi országúton is fölhagytak a közlekedéssel, az új országút, egyben a falu új főutcája, 1840-ben épült meg, és 1932-ben aszfaltozták. 1876-ig Szászsebesszékhez, 1876 és 1925 között Szeben vármegyéhez, majd Fehér megyéhez tartozott. A 19. század második felében és a 20. században ismert volt káposztatermesztéséről, lakói a káposztát és más zöldségféleségeket a szászsebesi piacra termelték. Emiatt lakóit „nyulaknak” (iepure) csúfolták. 1922-ben huszonkét család Temesrékasra települt.

## Népessége

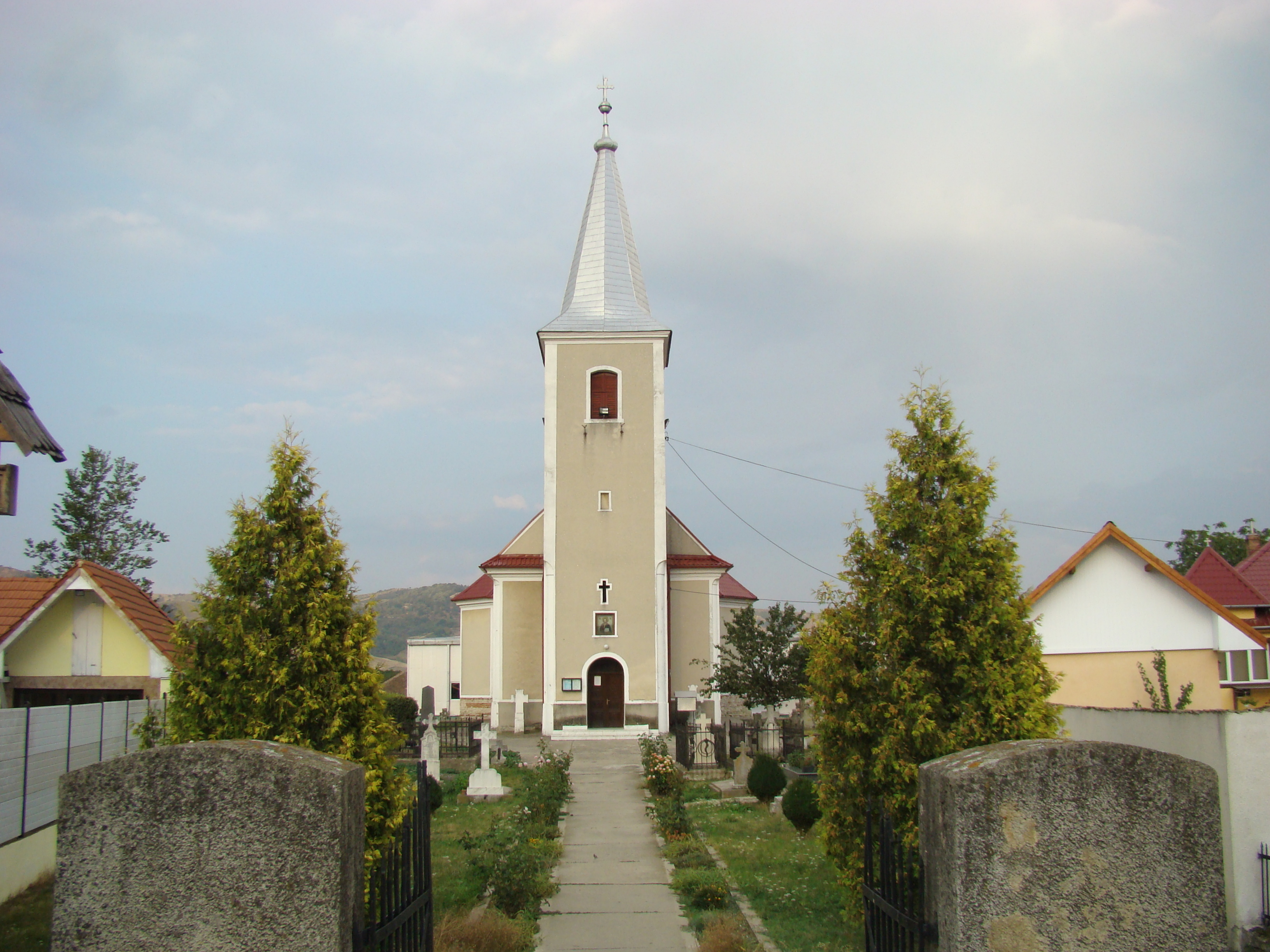
Nagyboldogasszony templom

- 1900-ban 1783 lakosából 1755 volt román és 25 magyar anyanyelvű; 1755 ortodox, 14 római katolikus és 13 református vallású.
- 2002-ben 1468 lakosából 1458 volt román nemzetiségű; 1370 ortodox, 24 pünkösdista és 18 baptista vallású.

## Gazdasága
A Romaqua ásványvízipari vállalat sörfőzdéje 2008 óta működik és gyártja az Albacher sört.

## Látnivalók
- Lucian Blaga szülőházában emlékmúzeum működik. A házat 1995-ben vásárolta meg a román állam és a korabeli fényképek segítségével visszaállította azt az állapotát, amilyen a költő születésekor lehetett.
- A 18. századi ortodox templom kertjében Lucian Blaga sírja.
- A közeli Vörös-szakadék.

## Híres emberek
- Itt született 1895. május 9-én Lucian Blaga román költő és filozófus.